# Henrik Gøye (1562–1611)

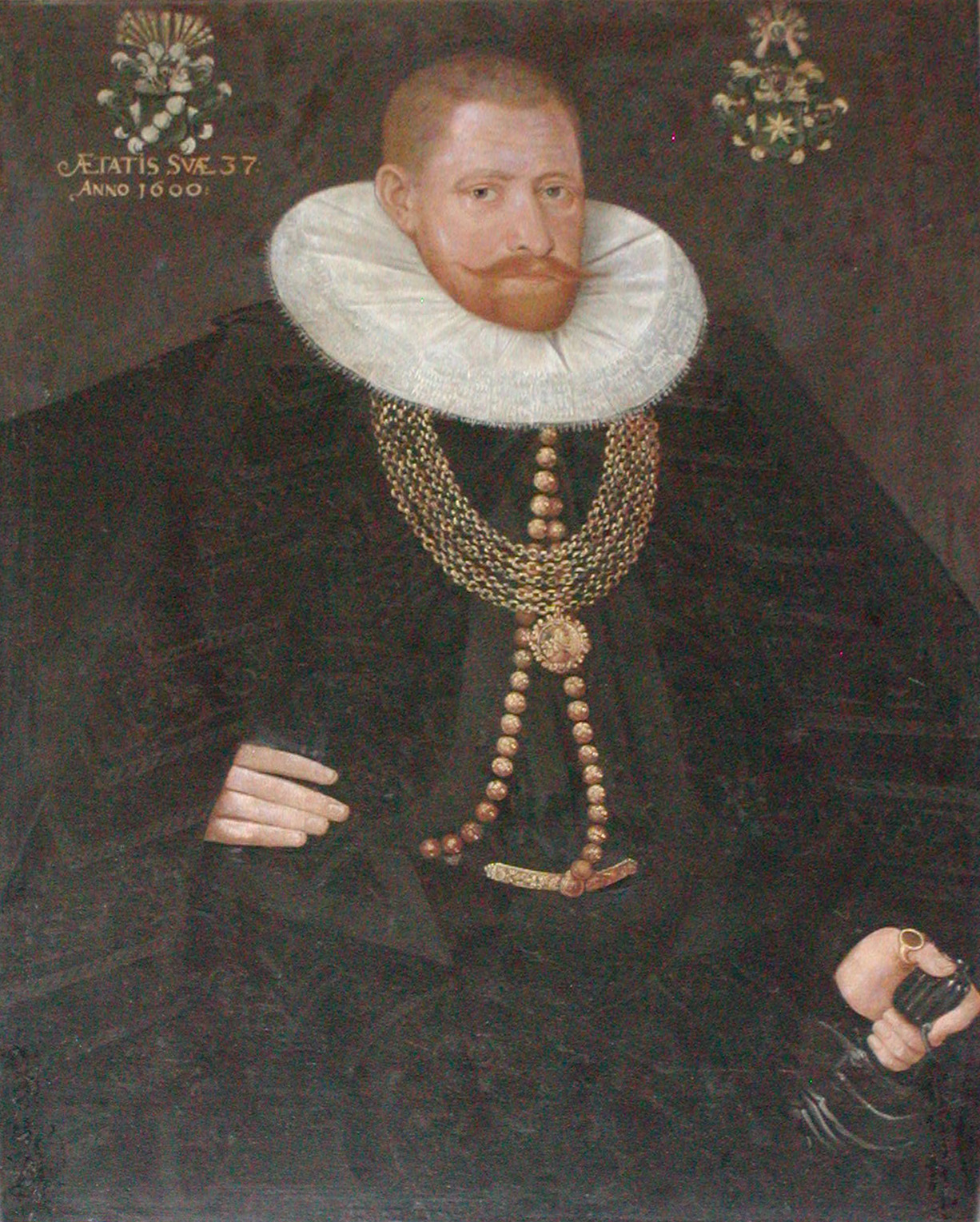
Henrik Gøye. Efter porträtt på Frederiksborgs slott.

Henrik Gøye, född den 16 juni 1562, död den 28 september 1611, var ett danskt riksråd. 
Hans föräldrar var Eskil Gøye till Skjørringe och Sibylle Gyldenstierne.
Gøye föddes på Nyborgs slott, där fadern var lensmand. Han gick först i Herlufsholms skola och blev 1579  inskriven vid universitetet i Rostock. Sedan följde han med Steen Maltesen Sehested till Nederländerna och tjänstgjorde där tre år i kriget.
Så vitt man vet gjorde Henrik Gøye aldrig tjänst vid hovet. Han hade inte heller några förläningar. Därför är det anmärkningsvärt, att han 1590 fick följa kung Fredrik II:s dotter Elisabeth till Braunschweig efter hennes bröllop med hertig Henrik Julius av Braunschweig-Wolfenbüttel.
1611 blev Henrik Gøye inkallad till personlig tjänst under den själländska fanan med anledning av det då utbrutna kriget mot Sverige (Kalmarkriget), men han kom sjuk tillbaka och dog redan samma år i Köpenhamn.
Han äktade den 13 augusti 1598 Birgitte Brahe (1576 - 1619), dotter till riksrådet Axel Brahe till Elved. Hon födde honom tio barn, däribland sönerna Falk och Otte, samt döttrarna Anne och Mette.